# Stařec a Líza
Stařec a Líza (v anglickém originále The Old Man and the Lisa) je 21. díl 8. řady (celkem 174.) amerického animovaného seriálu Simpsonovi. Scénář napsal John Swartzwelder a díl režíroval Mark Kirkland. V USA měl premiéru dne 20. dubna 1997 na stanici Fox Broadcasting Company a v Česku byl poprvé vysílán 13. dubna 1999 na stanici ČT1.

## Děj
Líza sbírá recyklovatelný odpad, aby vydělala peníze na školní výlet do Albany. Pan Burns promluví ke klubu Springfieldské základní školy a vysměje se, když Líza navrhne, aby jeho jaderná elektrárna zahájila recyklační program. Když se Burns chlubí, že by nebyl nechutně bohatý, kdyby poslouchal milovníky přírody, jako je ona, Líza kontruje, že jeho čisté jmění je jen poloviční, než tvrdí. Na nátlak Smithers neochotně sdělí Burnsovi, že má dokonce podstatně méně peněz. 
Burns brzy pochopí, že je téměř na mizině, protože mu jeho pochlebovační poradci říkají jen to, co chce slyšet. Na krach na burze v roce 1929 nedbá, protože od září 1929 zanedbává kontrolu burzy. Agresivně investuje do blue chip akcií, ale posléze zkrachuje. Banka mu zabaví elektrárnu – jejím vedením pověří Lennyho – a prodá jeho sídlo profesionálnímu wrestlerovi Bretu Hartovi.
Burns se nastěhuje ke Smithersovi a trvá na tom, že mu bude nakupovat potraviny. V supermarketu je zmaten rozdílem mezi kečupem a katsupem, a tak ho prodavač zavře do Springfieldského domova pro důchodce. V domově důchodců se znovu setká s Lízou a prosí ji, aby mu pomohla obnovit jeho impérium. Ona souhlasí, že mu pomůže vydělat peníze recyklací, když jí slíbí, že změní své zlé způsoby. 
Burns sbírá každou plechovku, kterou najde, a nakonec vydělá dost peněz, aby si mohl otevřít vlastní recyklační závod. Provede Lízu po továrně a ukáže jí „Burnsovu všesíť“ – zařízení, do nějž se chytají ryby a mořští živočichové, z nichž se vyrábí Lízina patentovaná zvířecí kejda. Líza, vegetariánka a zastánkyně práv zvířat, si uvědomí, že se nezměnil; když se snaží být hodný, je ještě zlejší. Líza běhá po ulicích a snaží se zabránit zdánlivě vymytým mozkům občanů. 
Později Burns Líze sdělí, že prodal recyklační závod firmě na výrobu rybích tyčinek za 120 milionů dolarů, z čehož 10 procent je jejích. Líza peníze odmítne a šek roztrhá. To způsobí Homerovi čtyři infarkty současně. V nemocnici se Líza otci omluví za to, že peníze propadly. Když jí řekne, že 12 000 dolarů by byl dar z nebes, Líza mu řekne, že 10 procent ze 120 milionů dolarů je vlastně 12 milionů dolarů, a tak Homerovi způsobí další zástavu srdce.

## Produkce
Epizoda byla založena na nápadu Davida X. Cohena, ačkoli ji napsal John Swartzwelder, který napsal mnoho dílů Simpsonových s environmentální tematikou. Díky tomuto zvyku byl nazýván „svědomím štábu“, přestože byl „vyhlášeným antiekologem“. Právě proto mu byly takové epizody svěřovány, protože štáb měl pocit, že jim dodá tu správnou dávku sarkasmu. V původním scénáři dílu popsal recyklační centrum jako „pár hipíků obklopených odpadky“. Dva alternativní původní názvy epizody byly Cohenův Lisa a Burns a Swartzwelderův Burns Goes Broke.
Scenáristé chtěli díl, v němž Burns zkrachuje, chtěli ukázat, jaký by byl Burns jako člověk ve skutečném světě, přičemž myšlenka s recyklační továrnou byla taková, že Burns neměl žádný ďábelský plán, jen si nemohl pomoci, aby nebyl sám sebou. Burns se skutečně snažil změnit, což se projevilo na konci, kdy se snažil dát Líze její podíl na zisku, přičemž ona odmítla. Burns byl pro tuto epizodu nakreslen bez svého charakteristického zamračeného výrazu. Štáb vtipkoval, že se jedná o vhodné finále seriálu, vzhledem k tomu, že epizoda končí Homerovým dalším infarktem poté, co se dozví, kolik je ve skutečnosti 10 % z Burnsova šeku na 120 000 000 dolarů.
V dílu hostoval profesionální wrestler Bret Hart, jenž ztvárnil sám sebe a velmi trval na tom, aby byl zobrazen ve svém růžovém wrestlingovém oblečení. Vysvětlil, že „je tak skvělé být součástí pořadu, který lidi opravdu, ale opravdu rozesměje“. V rozhovoru s Davem Hoferem z The A.V. Clubu v roce 2009 Hart vysvětlil, že důvodem, proč jeho animovaný protějšek nezní jako on, bylo to, že původně byl přiveden, aby namluvil generického wrestlera. Když si Mark Kirkland uvědomil, jak je Hart ve skutečnosti slavný, řekl mu, že pokud ještě nezačal s výtvarným zpracováním, bude nakreslen jako on sám.

## Kulturní odkazy
Procházka pana Burnse supermarketem byla založena na falešné pověsti, že George H. W. Bush navštívil obchod a byl zmaten skenerem, a v původní předloze epizody se Burns s Bushem setkal při nakupování. Při loučení s hipíkem říká pan Burns „Shine On You Crazy Diamond“, což je odkaz na stejnojmennou píseň skupiny Pink Floyd. Hipík reaguje slovy, že Burns musí přestat žít v minulosti. Hlas hipíka je založen na postavě, kterou hrál Dennis Hopper ve filmu Apokalypsa. V domově důchodců zazní píseň „Achy Breaky Heart“ od Billyho Raye Cyruse. Scéna, ve které pan Burns pronásleduje Lízu městem, je parodií na úvod seriálu That Girl. Scéna, ve které Líza běží ulicemi a hlásá, že recyklace je zlo, je parodií na finále filmu Soylent Green a původní verzi filmu Invaze lupičů těl.

## Přijetí
V původním vysílání skončil díl v týdnu od 14. do 20. dubna 1997 na 38. místě v žebříčku sledovanosti s ratingem Nielsenu 8,3, což odpovídá přibližně 8,1 milionu domácností. Spolu se seriálem Tatík Hill a spol. se v tom týdnu stal třetím nejsledovanějším pořadem na stanici Fox, hned po seriálech Akta X a Melrose Place.
Díl získal v roce 1997 cenu Environmental Media Award v kategorii televizní komediální epizoda.
Warren Martyn a Adrian Wood, autoři knihy I Can't Believe It's a Bigger and Better Updated Unofficial Simpsons Guide, díl označili za „zvláštní epizodu s nepříliš očekávaným vyústěním. Nejlepšími kousky jsou bezpochyby Burns, který se učí, jak se pohybovat v supermarketu, a Lízino uvědomění si, co má Burns za lubem.“